# Bankkártyás fizetés
A bankkártyás fizetés a bankkártya használatával végrehajtott, áru vagy szolgáltatás ellenértékének kiegyenlítésére alkalmazott fizetési folyamat. 

## A bankkártyás fizetési folyamat
1. Bankkártyás fizetés: A vásárló (kártyabirtokos) árut/szolgáltatást vásárol a kereskedőtől.
2. A fizetés hitelesítése: A kereskedőnél lévő fizetési terminál (POS-terminál) kiolvassa a fizetési kártya adatait és ezután biztonságos csatornán továbbítja azokat az elfogadónak.
3. A tranzakció benyújtása: Az elfogadó kérelmet nyújt be a kártyatársaság felé, hogy az szerezze meg az engedélyt a bankkártyát kibocsátó szolgáltatótól.
4. Engedélykérés: A kártyatársaság benyújtja a tranzakciót a bankkártya kibocsátást végző szolgáltatónak engedélyezés céljából.
5. Engedélyezési válasz: A bankkártya kibocsátást végző szolgáltató engedélyezi a tranzakciót, és a választ visszaküldi a kereskedőnek.
6. Kereskedő kifizetése: A bankkártya kibocsátást végző szolgáltató továbbítja fizetési tranzakciót a kereskedő bankkártya kibocsátást végző szolgáltatójához, aki jóváírja az összeget a kereskedő számláján.

## Bankkártyás fizetés típusai
- Chipkártyás fizetés: Az eladó behelyezi a vevő bankkártyáját a POS-terminálba és így érvényesíti a fizetési tranzakciót. PIN-kód megadására minden esetben szükség van.
- Mágnescsíkos fizetés: Az eladó lehúzza a vevő bankkártyáját a POS-terminálon található érzékelőn és így érvényesíti a fizetési tranzakciót. PIN-kód megadására általában szükség van.
- Érintéses fizetés: A vevő a bankkártyáját az eladó POS-termináljához érinti és elindul a fizetési folyamat.

## Az érintéses fizetés
Az érintéses fizetési rendszerek (Contactless, vagy Pay Pass rendszerek) támogatják a POS-terminál megérintése nélküli szolgáltatásokat a biztonságos fizetések elvégzéséhez.
Az érintéses fizetési rendszerek használatához szükség van hitelkártyára, betéti kártyára, intelligens kártyára vagy egyéb eszközökre, például az okostelefonok és más mobil eszközök, amelyek rádiófrekvenciás azonosítást (RFID) vagy közeli terepi kommunikációt (NFC, pl. Samsung Pay, Apple Pay, Google Pay, vagy bármilyen banki mobilalkalmazás) igényelnek, melyek segítségével a biztonságos fizetés kivitelezhető POS-terminálon. Az ezen eszközökbe beágyazott integrált áramköri chip, vagy az antenna lehetővé teszi a fogyasztók számára, hogy kártyáikat vagy kézi készülékeiket egy olvasón keresztül csak hozzáérintsék az értékesítési pont POS-termináljához.
Egyes szolgáltatók szerint ezek a tranzakciók akár kétszer gyorsabbak lehetnek, mint a hagyományos készpénz-, hitel- vagy bankkártya-vásárlások, hiszen sok esetben nincs szükség aláírásra vagy PIN-kód ellenőrzésre.
A PIN-kód nélküli vásárlás minden országban összegkorláthoz van kötve, így nagyobb értékű vásárlásokat ugyan lehet érintéses fizetéssel rendezni azonban a PIN-kód megadására szükség lehet.
2012-ben a Mastercard elemzői azt írták, hogy a kis-összegű tranzakciók egyszerűsége miatt a fogyasztók valószínűleg több pénzt költenek a kártyáikkal. 

## PIN-kód nélküli érintéses fizetési limit
Mivel általában nincs szükség aláírásra vagy PIN-kód ellenőrzésre, az érintéses vásárlások egy tranzakciónkénti maximális összegre korlátozódnak. Ezen limitek országonként, és bizonyos esetekben bankonként is változhatnak.
Magyarországon a PIN-kód nélküli fizetések limitjét a Magyar Kormány 5000 forintról 15 000 forintra emelte 2020. április 15-től a koronavírus terjedésének megfékezése érdekében. A limitemelést először a Fizetési Pont POS-terminál szolgáltató vezette be a kormányrendelet hatálybalépésének napján.[forrás?]

## A bankkártyás fizetés biztonsága
Ha rangsorolni kéne, a legkevésbé biztonságos fizetési módszer a készpénz, hiszen egy esetleges rablás esetén, mindet elviszik, ha viszont a bankkártyát lopják el, ott a PayPass csak egy bizonyos összegig nem kér PIN-kódot, tehát viszonylag hamar letiltható anélkül, hogy komolyabb anyagi kár keletkezzen. A mobilfizetés ebből a szempontból egy sokkal biztonságosabb megoldás, ugyanis ahhoz, hogy bármilyen tranzakció végbemenjen, fel kell oldani a telefont (amihez bonyolultabb jelkód, jelszó és/vagy ujjlenyomat, esetleg arcfelismerés szükséges). Az okostelefon nem tárolja a fizikai kártyaadatokat, a kártyákon lévő kártyaszám helyett egy virtuális kártyaszámmal történik a fizetési művelet, tehát a hackerek ellen is véd. 
A rendszer alapja egy olyan rádiófrekvenciás technológia, amelynek segítségével néhány centis távolságból tudja a terminál leolvasni a "bekapcsolt" adathordozóról a bankszámla információit. Az átadott információt több módon titkosítják – a fejlesztők szerint a dinamikus adatvédelmi szisztéma gyakorlatilag lehetetlenné teszi az adatok kiszivárgását.
A biztonságot az is garantálja, hogy a kártyát nem kell kiadni a kezünkből. Így a kártyát és a rajta levő adatokat is nehezebb megszerezni.
Valamint az, hogy a bankkártyát előbb PIN-kóddal is használni kell, mielőtt egyáltalán próbálkozhat valaki az érintéses fizetéssel. Biztonsági okokból a bankok azt is korlátozhatják, hogy hányszor lehet a kártyát PIN-kód használata vagy a chip/mágnescsík leolvasása nélkül használni. 
Ha valaki véletlenül kétszer érinti a terminálhoz a kártyáját vagy egyéb eszközét: a rendszer megakadályozza, hogy ugyanazt az összeget kétszer vonják le az egyenlegéből. 